# Seznam lucemburských panovnic
Seznam lucemburských panovnic obsahuje chronologicky seřazený seznam manželek lucemburských panovníků (hrabat, vévodů a velkovévodů).

## Lucemburské hraběnky

### Lucemburkové z Ardennes(963–1136)
| Obrázek | Jméno                  | Otec                                | Narození | Sňatek     | Panovnicí od          | Panovnicí do                 | Úmrtí            | Choť         |
| ------- | ---------------------- | ----------------------------------- | -------- | ---------- | --------------------- | ---------------------------- | ---------------- | ------------ |
|         | Hedvika z Nordgau      | Eberhard IV. z Nordgau (Konrádovci) | 937      | 950        | 963 hrabství založeno | 13. prosince 992             | 13. prosince 992 | Siegfried I. |
|         | Ermentruda z Gleibergu | asi 965                             | 964      | po 985/990 | po 985/990            | 21. února 965                | 21. února 965    | Fridrich I.  |
|         | Klementina Akvitánská  | Vilém VII. Akvitánský (Ramnulfovci) | 1060     | 1075       | 1075                  | 8. srpna 1086 manželova smrt | 4. ledna 1142    | Konrád I.    |
|         | Matylda z Northeimu    | Kuno z Northeimu (Northeimové)      | asi 1080 | 1105       | 1105                  | po 1120                      | po 1120          | Vilém I.     |
|         | Ermengarda ze Zutphenu | Ota II. ze Zutphenu                 | asi 1091 | 1134       | 1134                  | 1136 úmrtí manžela           | 1138             | Konrád II.   |

### Lucemburkové z Namuru(1136–1196)
| Obrázek | Jméno               | Otec                                   | Narození | Sňatek    | Panovnicí od | Panovnicí do                 | Úmrtí         | Choť         |
| ------- | ------------------- | -------------------------------------- | -------- | --------- | ------------ | ---------------------------- | ------------- | ------------ |
|         | Lauretta Flanderská | Dětřich Alsaský (Châtenoisové)         | 1130     | 1152/59   | 1152/59      | 1163 rozvod                  | 1175          | Jindřich IV. |
|         | Anežka z Guelders   | Jindřich I. z Guelders (Wassenbergové) | 1155     | 1168/1171 | 1168/1171    | 24. srpna 1196 úmrtí manžela | po srpnu 1196 | Jindřich IV. |

### Štaufové(1196–1197)
| Obrázek | Jméno           | Otec                                   | Narození | Sňatek | Panovnicí od                        | Panovnicí do                                 | Úmrtí             | Choť |
| ------- | --------------- | -------------------------------------- | -------- | ------ | ----------------------------------- | -------------------------------------------- | ----------------- | ---- |
|         | Markéta z Blois | Theobald V. z Blois (Dynastie z Blois) | asi 1170 | 1190   | 14. srpna 1196 manželovo nastoupení | 1197 hrabství navráceno lucemburské dynastii | 12. července 1230 | Ota  |

### Lucemburkové z Namuru(1197–1247)
Titul neobsazen z důvodu samostatné vlády Ermesindy Lucemburské

### Lucemburkové z Limburgu(1247–1354)
|  | Jméno              | Otec                                    | Narození        | Sňatek           | Panovnicí od                           | Panovnicí do                                   | Úmrtí              | Choť          |
|  | ------------------ | --------------------------------------- | --------------- | ---------------- | -------------------------------------- | ---------------------------------------------- | ------------------ | ------------- |
|  | Markéta z Baru     | Jindřich II. z Baru (Rod z Baru)        | 1220            | 4. červba 1240   | 12. února 1247 manželovo nastoupení    | 23. listopadu 1275                             | 23. listopadu 1275 | Jindřich V.   |
|  | Beatrix z Avesnes  | Balduin z Beaumontu (Rod Avesnes)       | asi 1242        | 22. května 1265  | 24. prosince 1281 manželovo nastoupení | 5. června 1288 úmrtí manžela                   | 25. února 1321     | Jindřich VI.  |
|  | Markéta Brabantská | Jan I. Brabantský (Dynastie z Lovaně)   | 4. října 1276   | 9. července 1292 | 9. července 1292                       | 14. prosince 1311                              | 14. prosince 1311  | Jindřich VII. |
|  | Eliška Přemyslovna | Václav II. (Přemyslovci)                | 20. ledna 1292  | 1. září 1310     | 24. srpna 1313 manželovo nastoupení    | 28. září 1330                                  | 28. září 1330      | Jan I.        |
|  | Beatrix Bourbonská | Ludvík I. Bourbonský (Bourboni)         | asi 1318        | 11. března 1334  | 11. března 1334                        | 26. srpna 1346 úmrtí manžela                   | 23. prosince 1383  | Jan I.        |
|  | Blanka z Valois    | Karel z Valois (Valois)                 | 1316            | 23. května 1323  | 26. srpna 1346 manželovo nastoupení    | 1. srpna 1348                                  | 1. srpna 1348      | Karel I.      |
|  | Anna Falcká        | Rudolf II. Falcký (Wittelsbachové)      | 26. září 1329   | 11. března 1349  | 11. března 1349                        | 2. února 1353                                  | 2. února 1353      | Karel I.      |
|  | Anna Svídnická     | Jindřich II. Svídnický (Piastovci)      | 1339            | červen 1353      | červen 1353                            | 1353 hrabství přešlo na jejího švagra          | 11. července 1362  | Karel I.      |
|  | Johana Brabantská  | Jan III. Brabantský (Dynastie z Lovaně) | 24. června 1322 | březen 1352      | 1353 manželovo nastoupení              | 13. března 1354 hrabství povýšeno na vévodství | 1. listopadu 1406  | Václav I.     |

## Lucemburské vévodkyně

### Lucemburkové(1354–1443)
| Obrázek | Jméno             | Otec                                    | Narození        | Sňatek        | Panovnicí od                                   | Panovnicí do                   | Úmrtí             | Choť       |
| ------- | ----------------- | --------------------------------------- | --------------- | ------------- | ---------------------------------------------- | ------------------------------ | ----------------- | ---------- |
|         | Johana Brabantská | Jan III. Brabantský (Dynastie z Lovaně) | 24. června 1322 | březen 1352   | 13. března 1354 hrabství povýšeno na vévodství | 7. prosince 1383 úmrtí manžela | 1. listopadu 1406 | Václav I.  |
|         | Johana Bavorská   | Albrecht I. Bavorský (Wittelsbachové)   | asi 1356        | 29. září 1370 | 29. listopadu 1378 manželovo nastoupení        | 31. prosince 1386              | 31. prosince 1386 | Václav II. |
|         | Anežka Opolská    | Bolek II. Opolský (Piastovci)           | po 1348         | 1374          | 1388 manželovo nastoupení                      | 18. ledna 1411 úmrtí manžela   | 1409 nebo 1413    | Jošt       |

### Burgundská větev rodu Valois(1443–1482)
| Obrázek | Jméno               | Otec                          | Narození       | Sňatek           | Panovnicí od             | Panovnicí do                     | Úmrtí              | Choť      |
| ------- | ------------------- | ----------------------------- | -------------- | ---------------- | ------------------------ | -------------------------------- | ------------------ | --------- |
|         | Isabela Portugalská | Jan I. Portugalský (Avizové)  | 21. února 1397 | 7. ledna 1430    | 1443 manželovo uchvácení | 15. červecnce 1467 úmrtí manžela | 17. prosince 1471  | Filip I.  |
|         | Markéta z Yorku     | Richard Plantagenet (Yorkové) | 3. května 1446 | 9. července 1468 | 9. července 1468         | 5. ledna 1477 úmrtí manžela      | 23. listopadu 1503 | Karel II. |

### Habsburkové(1482–1700)
| Obrázek | Jméno                       | Otec                                    | Narození           | Sňatek             | Panovnicí od                         | Panovnicí do                    | Úmrtí              | Choť       |
| ------- | --------------------------- | --------------------------------------- | ------------------ | ------------------ | ------------------------------------ | ------------------------------- | ------------------ | ---------- |
|         | Jana Kastilská              | Ferdinand II. Aragonský (Trastámarové)  | 6. listopadu 1479  | 20. října 1496     | 20. října 1496                       | 25. září 1506 úmrtí manžela     | 12. dubna 1555     | Filip II.  |
|         | Isabela Portugalská         | Manuel I. Portugalský (Avizové)         | 24. října 1503     | 11. března 1526    | 11. března 1526                      | 1. května 1539                  | 1. května 1539     | Karel II.  |
|         | Marie Tudorovna             | Jindřich VIII. Anglický (Tudorovci)     | 18. února 1516     | 25. července 1554  | 16. ledna 1556 manželovo nastoupení  | 17. listopadu 1558              | 17. listopadu 1558 | Filip III. |
|         | Alžběta z Valois            | Jindřich II. Francouzský (Valois)       | 2. dubna 1545      | 22. června 1559    | 22. června 1559                      | 3. října 1568                   | 3. října 1568      | Filip III. |
|         | Anna Habsburská             | Maxmilián II. Habsburský (Habsburkové)  | 1. listopadu 1549  | 4. května 1570     | 4. května 1570                       | 26. října 1580                  | 26. října 1580     | Filip III. |
|         | Izabela Bourbonská          | Jindřich IV. Francouzský (Bourboni)     | 22. listopadu 1602 | 25. listopadu 1615 | 31. března 1621 manželovo nastoupení | 6. října 1644                   | 6. října 1644      | Filip IV.  |
|         | Marie Anna Habsburská       | Ferdinand III. Habsburský (Habsburkové) | 24. prosince 1634  | 7. října 1649      | 7. října 1649                        | 17. září 1665 úmrtí manžela     | 16. května 1696    | Filip IV.  |
|         | Marie Louisa Orleánská      | Filip I. Orleánský (Bourbon-Orléans)    | 26. března 1662    | 19. listopadu 1679 | 19. listopadu 1679                   | 12. února 1689                  | 12. února 1689     | Karel IV.  |
|         | Marie Anna Falcko-Neuburská | Filip Vilém Falcký (Wittelsbachové)     | 28. října 1667     | 14. května 1690    | 14. května 1690                      | 1. listopadu 1700 úmrtí manžela | 16. července 1740  | Karel IV.  |

### Bourboni(1700–1712)
| Obrázek | Jméno                | Otec                          | Narození      | Sňatej            | Panovnicí od      | Panovnicí do                         | Úmrtí          | Choť     |
| ------- | -------------------- | ----------------------------- | ------------- | ----------------- | ----------------- | ------------------------------------ | -------------- | -------- |
|         | Marie Luisa Savojská | Viktor Amadeus II. (Savojští) | 17. září 1688 | 2. listopadu 1701 | 2. listopadu 1701 | 1712 Lucembursko postoupeno Bavorsku | 14. února 1714 | Filip V. |

### Wittelsbachové(1712–1713)
| Obrázek | Jméno                   | Otec                         | Narození       | Sňatek        | Panovnicí od                                      | Panovnicí do                                   | Úmrtí           | Choť              |
| ------- | ----------------------- | ---------------------------- | -------------- | ------------- | ------------------------------------------------- | ---------------------------------------------- | --------------- | ----------------- |
|         | Tereza Kunhuta Sobieská | Jan III. Sobieski (Sobieští) | 4. března 1676 | 2. ledna 1695 | 1712 Lucembursko bylo postoupeno jejímu manželovi | 11. dubna 1713 Lucembursko postoupeno Rakousku | 10. března 1730 | Maxmilián Emanuel |

### Habsburkové(1713–1794)
| Obrázek | Jméno                                       | Otec                                               | Narození           | Sňatek        | Panovnicí od                                   | Panovnicí do                       | Úmrtí             | Choť      |
| ------- | ------------------------------------------- | -------------------------------------------------- | ------------------ | ------------- | ---------------------------------------------- | ---------------------------------- | ----------------- | --------- |
|         | Alžběta Kristýna Brunšvicko-Wolfenbüttelská | Ludvík Rudolf Brunšvicko-Wolfenbüttelský (Welfové) | 28. srpna 1691     | 1. srpna 1708 | 11. dubna 1713 Lucembursko postoupeno Rakousku | 20. října 1740 úmrtí manžela       | 21. prosince 1750 | Karel V.  |
|         | Marie Ludovika Španělská                    | Karel III. Španělský (Bourboni)                    | 24. listopadu 1745 | 5. srpna 1765 | 20. února 1790 manželovo nastoupení            | 1. března 1792 úmrtí manžela       | 15. května 1792   | Leopold   |
|         | Marie Tereza Neapolsko-Sicilská             | Ferdinand I. Neapolsko-Sicilský (Bourboni)         | 6. června 1772     | 15. září 1790 | 1. března 1792 manželovo nastoupení            | 1794 Lucembursko okupováno Francií | 13. dubna 1807    | František |

## Lucemburské velkovévodkyně

### Oranžsko-nasavská dynastie(1815–1890)
| Obrázek | Jméno                    | Otec                                               | Narození           | Sňatek          | Panovnicí od                         | Panovnicí do                     | Úmrtí           | Choť       |
| ------- | ------------------------ | -------------------------------------------------- | ------------------ | --------------- | ------------------------------------ | -------------------------------- | --------------- | ---------- |
|         | Vilemína Pruská          | fridrich Vilém II. (Hohenzollernové)               | 18. listopadu 1774 | 1. října 1791   | 15. března 1815 manželovo nastoupení | 12. října 1837                   | 12. října 1837  | Vilém I.   |
|         | Anna Pavlovna Ruská      | Pavel I. Ruský (Dynastie Holstein‑Gottorp‑Romanov) | 18. ledna 1795     | 21. února 1816  | 7. října 1840 manželovo nastoupení   | 7. března 1849 úmrtí manžela     | 1. března 1865  | Vilém II.  |
|         | Žofie Württemberská      | Vilém I. Württemberský (Württemberkové)            | 17. června 1818    | 18. června 1839 | 7. března 1849 manželovo nastoupení  | 3. června 1877                   | 3. června 1877  | Vilém III. |
|         | Emma Waldecko-Pyrmontská | Jiří Viktor Waldecko-Pyrmontský (Rod Waldeck)      | 2. srpna 1858      | 7. ledna 1879   | 7. ledna 1879                        | 23. listopadu 1890 úmrtí manžela | 20. března 1934 | Vilém III. |

### Dynastie Nasavsko-Weilburská (od 1890)
| Obrázek | Jméno                               | Otec                                            | Narození          | Sňatek            | Panovnicí od                            | Panovnicí do                           | Úmrtí              | Choť      |
| ------- | ----------------------------------- | ----------------------------------------------- | ----------------- | ----------------- | --------------------------------------- | -------------------------------------- | ------------------ | --------- |
|         | Adelaida Marie Anhaltsko-Desavská   | Fridrich August Anhaltsko-Desavský (Askánci)    | 25. prosince 1833 | 23. dubna 1851    | 23. listopadu 1890 manželovo nastoupení | 17. listopadu 1905 úmrtí manžela       | 24. listopadu 1916 | Adolf     |
|         | Marie Anna Portugalská              | Michal I. Portugalský (Braganzové)              | 13. července 1861 | 21. června 1893   | 17. listopadu 1905 manželovo nastoupení | 25. února 1912 úmrtí manžela           | 31. července 1942  | Vilém IV. |
|         | Felix Bourbonsko-Parmský            | Robert I. Parmský (Bourbonsko-parmská dynastie) | 28. října 1893    | 6. listopadu 1919 | 6. listopadu 1919                       | 12. listopadu 1964 manželčina abdikace | 8. dubna 1970      | Šarlota   |
|         | Josefína Šarlota Belgická           | Leopold III. Belgický (Koburkové)               | 11. října 1927    | 9. dubna 1953     | 12. listopadu 1964 manželovo nastoupení | 7. října 2000 manželova abdikace       | 10. ledna 2005     | Jan       |
|         | Marie Teresa Mestre y Batista-Falla | José Antonio Mestre y Alvarez                   | 22. března 1956   | 14. února 1981    | 7. října 2000 manželovo nastoupení      |                                        |                    | Jindřich  |